# Eurocopter EC 130
Eurocopter EC 130 je lehký jednomotorový vrtulník, jehož základem se stal drak podobného vrtulníku Eurocopter AS 350 Ecureuil. Výrobcem vrtulníku je evropská skupina Eurocopter, která tento vrtulník označila za nástupce stroje Aérospatiale Alouette III.

## Konstrukce a vývoj
Eurocopter EC 130 je vrtulník s širokým drakem vrtulníku Eurocopter AS 350 Ecureuil. První let proběhl 24. června 1999. Ocasní rotor je proveden jako Fenestron, na rozdíl od strojů AS 350, které mají klasický otevřený ocasní rotor. Listy Fenestronu jsou nerovnoměrně rozloženy, takže hlučnost uvnitř kabiny je nižší až o 50 % oproti vrtulníkům s otevřeným ocasním rotorem. Stroje EC 130 byly navrženy ve spolupráci s havajskou cestovní leteckou společností Blue Hawaiian Helicopters, která se stala zároveň jejich prvním provozovatelem. Vrtulníky mají prostornou nákladovou kabinu, která je schopna transportovat až sedm pasažérů, a také kokpit s velkou viditelností. Vrtulníky vstoupily do služby v roce 2001 u společnosti Blue Hawaiian Helicopters a jsou běžně viditelné například na Havaji nebo nad Grand Canyonem.
Vrtulníky Eurocopter EC 130 se stávají populární také v letecké záchranné službě díky své prostorné kabině, která je schopna pojmout jedno nebo dvě nosítka, a také díky širokým bočním dveřím.

## Varianty

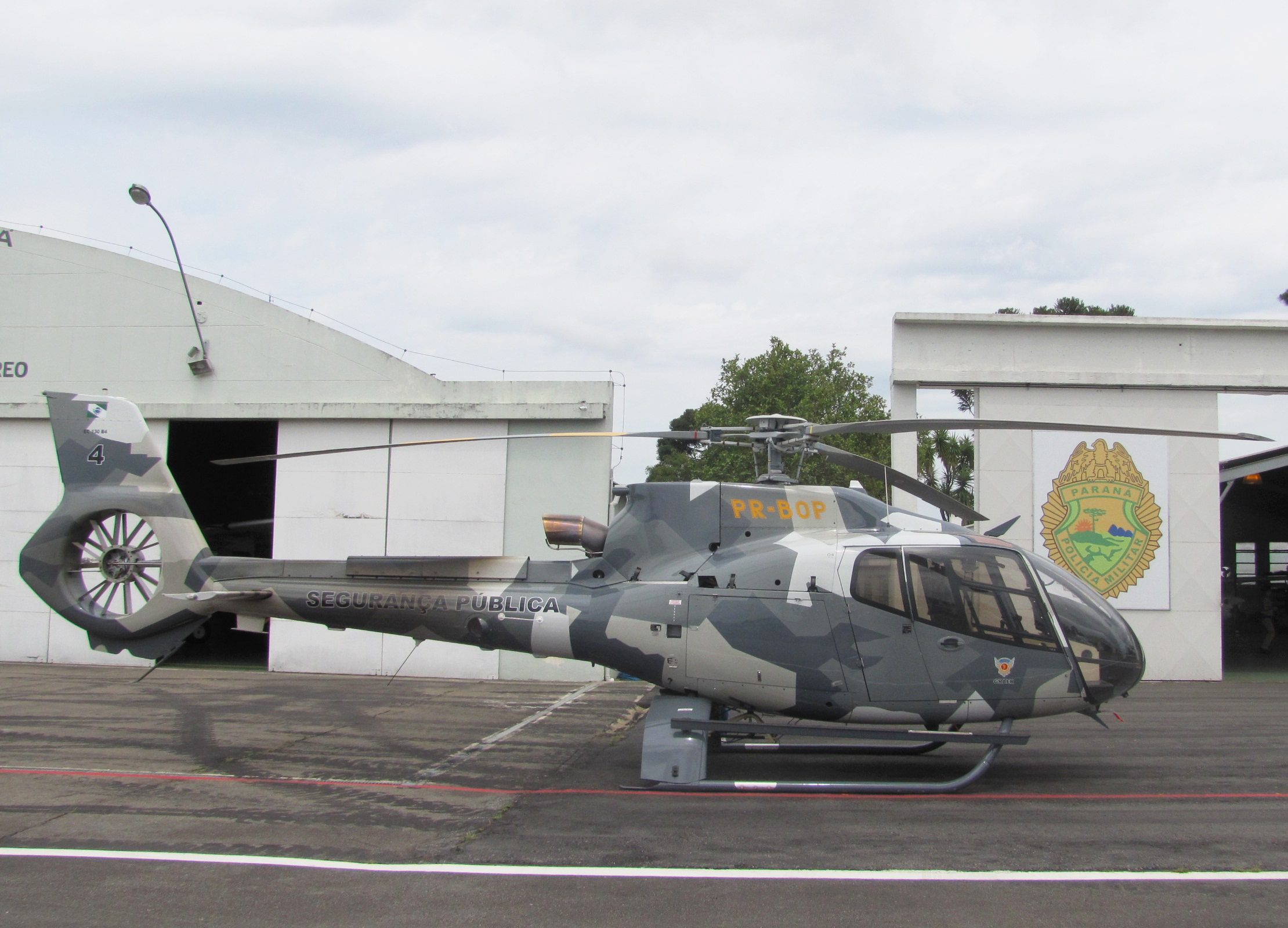
Eurocopter EC 130 B4

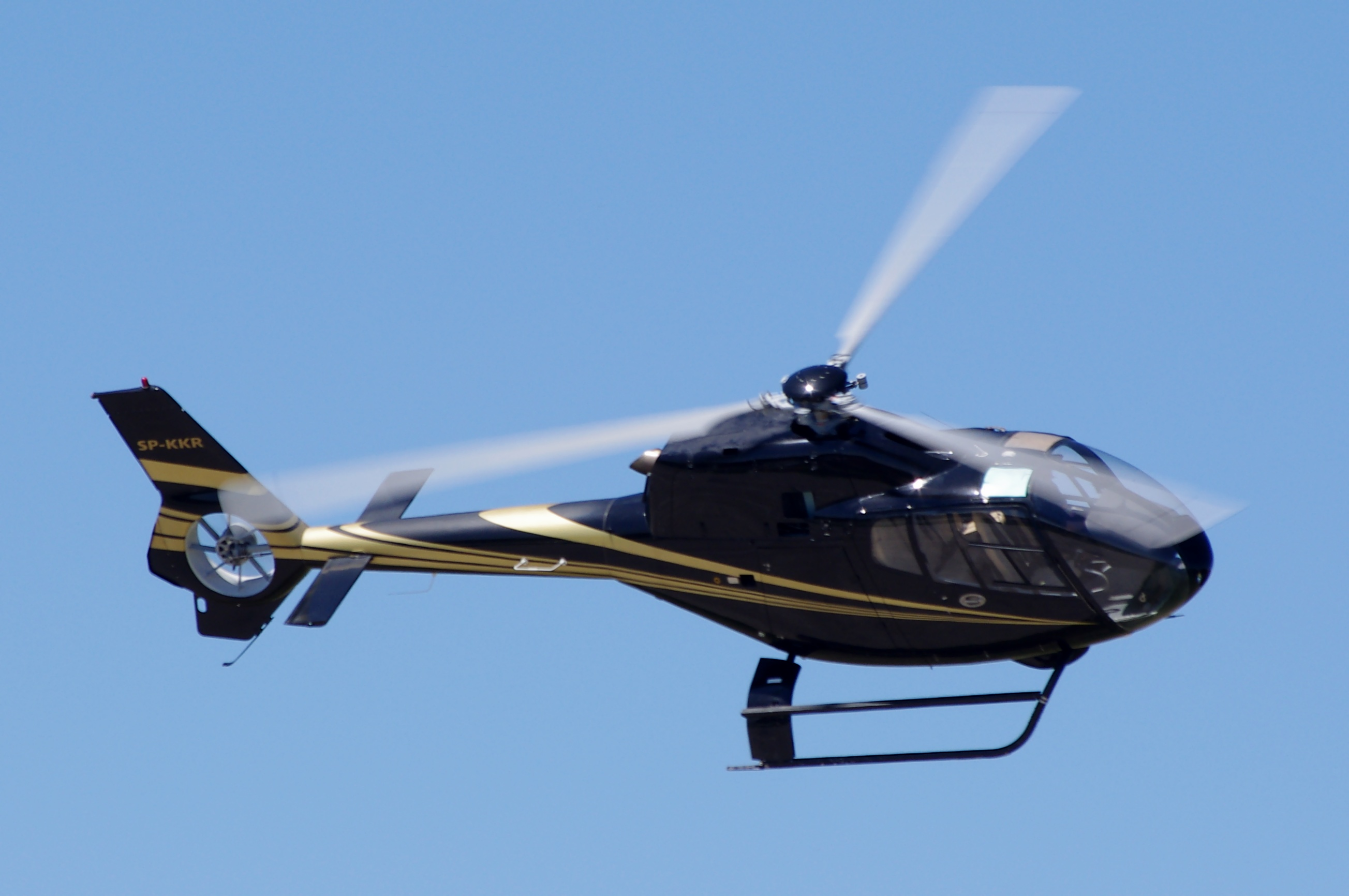
Eurocopter EC 130 v Polsku

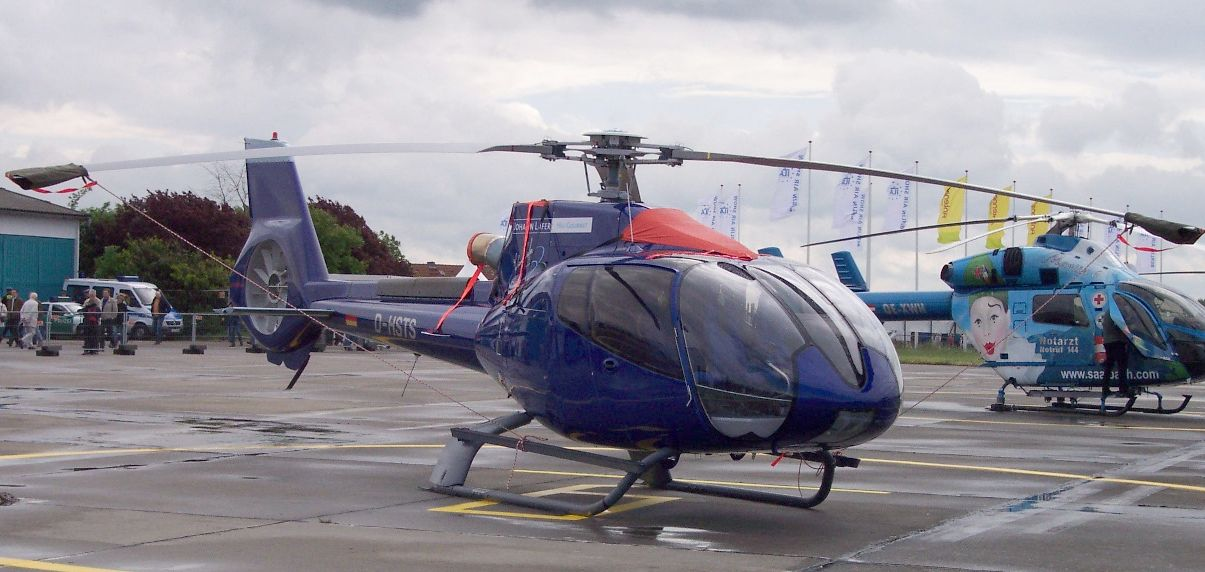
Eurocopter EC 130

- EC 130 B4: Základní varianta.
- EC 130 T2: Varianta disponuje modernizovaným drakem, zvýšeným výkonem a je poháněna turbohřídelovým motorem Turbomeca Arriel 2D.

## Uživatelé

### Policejní uživatelé
Argentina
- Misiones Province Police zařadila do provozu v dubnu 2010 jeden stroj EC 130 B4.

 Brazílie
- Military Police of Paraná State provozuje dva kusy EC 135 B4 policejní účely a leteckou záchrannou službu.

 Spojené státy americké
- Úřad šerifa v okrese Broward County na Floridě provozuje dva kusy EC 130 B4.
- Long Beach Police Department provozuje dva kusy EC 130 B4.

## Specifikace (EC 130 B4)

### Technické údaje
- Posádka: 1 pilot
- Užitečná zátěž: 6–7 osob nebo 1050 kg vnitřního nákladu
- Délka: 10,68 m
- Výška: 3,34 m
- Průměr nosného rotoru: 10,69 m
- Prázdná hmotnost: 1377 kg
- Maximální vzletová hmotnost: 2427 kg
- Pohonná jednotka: 1× turbohřídelový motor Turbomeca Arriel 2D o výkonu 632 kW

### Výkony
- Cestovní rychlost: 240 km/h
- Stoupavost: 9,0 m/s
- Dostup: 4770 m
- Dolet: 610 km